# Паново (село, Ребріхинський район)
Пано́во (рос. Паново) — село у складі Ребріхинського району Алтайського краю, Росія. Адміністративний центр Пановської сільської ради.

## Населення
Населення — 965 осіб (2010; 1202 у 2002).
Національний склад (станом на 2002 рік):
- росіяни — 86 %